# Хјурон (језеро)
Језеро Хјурон (енгл. Lake Huron) је у Сједињеним Америчким Државама и Канади. Припада групи од 5 Великих језера у Северној Америци на граници САД и Канаде. Налази се на територији америчке савезне државе Мичиген и канадске покрајине Онтарио. Површина језера износи 59.570 km². Налази се на надморској висини од 176 метара, и има максималну дубину од 229 метара. Друго је по величини међу Великим језерима. 
Језеро је добило име по индијанском племену Хјурони. Открили су га француски истраживачи у 17. веку. Касније су му дали име „Језеро Хјурона“ (Lac des Hurons). 
Језеро Хјурон има централни положај међу Великим језерима. Воду прима из језера Мичиген, Горњег језера и више река притока. Вода из њега отиче у језеро Ири. У језеру Хјурон се налази острво Манитулин, највеће језерско острво на свету. Ово острво одваја залив Џорџијан беј од главног дела језера. У Џорџијан беју постоји 30.000 острва која су туристичка атракција, али и опасност за пловидбу. 

## Географија
По површини, језеро Хјурон је друго по величини од Великих језера, са површином од 23.007 sq mi (59.590 km2) — од чега 9.103 sq mi (23.580 km2) лежи у Мичигену и 13.904 sq mi (36.010 km2) лежи у Онтарију — што га чини third-largest fresh water lake on Earth|трећим по величини слатководним језером на Земљи (или четвртим по величини, ако се Каспијско море рачуна као језеро). Међутим, по запремини, језеро Хјурон је тек треће по величини од Великих језера, надмашују га језеро Мичиген и Горње језеро. Када се мери на бази ниске воде, језеро има запремину од 850 cu mi (3.500 km3)  и дужину обале (укључујући острва) од 3.827 mi (6.159 km).
Површина језера Хјурон је 577 ft (176 m) изнад нивоа мора. Просечна дубина језера је 32 хвати 3 стопе (195 ft; 59 m), док је максимална дубина 125 хвати (750 ft; 229 m). Оно има дужину од 206 mi (332 km; 179 nmi) и највећу ширину од 183 mi (295 km; 159 nmi). Велики залив који стрши североисточно од језера Хјурон у Онтарио, у Канади, назива се Џорџијски залив. Значајна карактеристика језера је острво Манитоулин, које одваја Северни канал и Џорџијски залив од главне воде језера Хјурон. То је највеће језерско острво на свету. Мањи залив који стрши југозападно од језера Хјурон у Мичиген се зове Сагинав.
Градови са преко 10.000 људи на језеру Хјурон укључују Сарнију, највећи град на језеру Хјурон, и Согин Шорс у Канади и Беј Сити, Порт Хјурон и Алпену у Сједињеним Државама. Главни центри у заливу Џорџијан укључују Овен Саунд, Васага Бич, Колингвуд, Мидленд, Пенетангвишин, Порт Северн и Пари Саунд.

### Нивои воде
Историјска висока вода
Језеро варира из месеца у месец са највишим нивоом језера у октобру и новембру. Нормална ознака високе воде је 200 ft (61 m) изнад референтне тачке (577,5 стопа или 176,0 m). У лето 1986. године, језера Мичиген и Хјурон су достигла свој највиши ниво на 5,92 ft (1,80 m) изнад референтне тачке. Рекорди великих вода су рушени неколико месеци заредом 2020. године.
Историјски ниска вода
Нивои језера обично су најнижи зими. Нормална ознака ниске воде је 1,00 ft (30 cm) испод референтне тачке (577,5 ft или 176,0 m). У зиму 1964, језера Мичиген и Хјурон достигла су најнижи ниво на 1,38 ft (42 cm) испод референтне вредности. Као и код рекорда високе воде, месечни рекорди ниске воде постављани су сваког месеца од фебруара 1964. до јануара 1965. Током овог дванаестомесечног периода, нивои воде су се кретали од 1,38 до 0,71 стопа (42–22 cm) испод референтне тачке на графикону. Најнижи ниво воде свих времена је премашен у јануару 2013.

## Историја
Пре око 9.000 година, када је ниво воде у језеру Хурон био отприлике 100 m (330 ft) испод данашњег нивоа, био је изложен гребен Алпена-Амберли. Тај копнени мост је коришћен као миграциони пут за велика крда карибуа. Од 2008. године, археолози су открили најмање 60 камених конструкција дуж потопљеног гребена за које се сматра да су палеоиндијанци користили као заклоне за лов. Да је трговачка мрежа донела опсидијан из Орегона пре скоро десет хиљада година да би се користио за израду алата, потврдило је подводно откриће дуж гребена из 2013. године.
Уочи европског контакта, на степен развоја индијанских друштава источних шума указују археолошки докази о граду на или близу језера Хјурон који је садржавао више од стотину великих грађевина у којима је живело између 4.000 и 6.000 становника. Французи, први европски посетиоци у региону, често су језеро Хурон називали Ла Мер Дус, „слатководно море“. Године 1656, карта француског картографа Николе Сансона означава језеро под именом Карегнонди, вајандотска реч која се на различите начине преводила као „Слатководно море “, „Језеро Хјурона“, или једноставно „језеро“. Генерално, језеро је на већини раних европских мапа означено као „Lac des Hurons“ (Језеро Хјурон).
До 1860-их, многа европска насеља на обалама језера Хјурон су постала инкорпорирана, укључујући Сарнију, највећи град на језеру Хурон. Дана 26. октобра 2010, формирана је Управа за воду Карегнонди да изгради и управља цевоводом од језера до Флинта у Мичигену.